# The Lancet

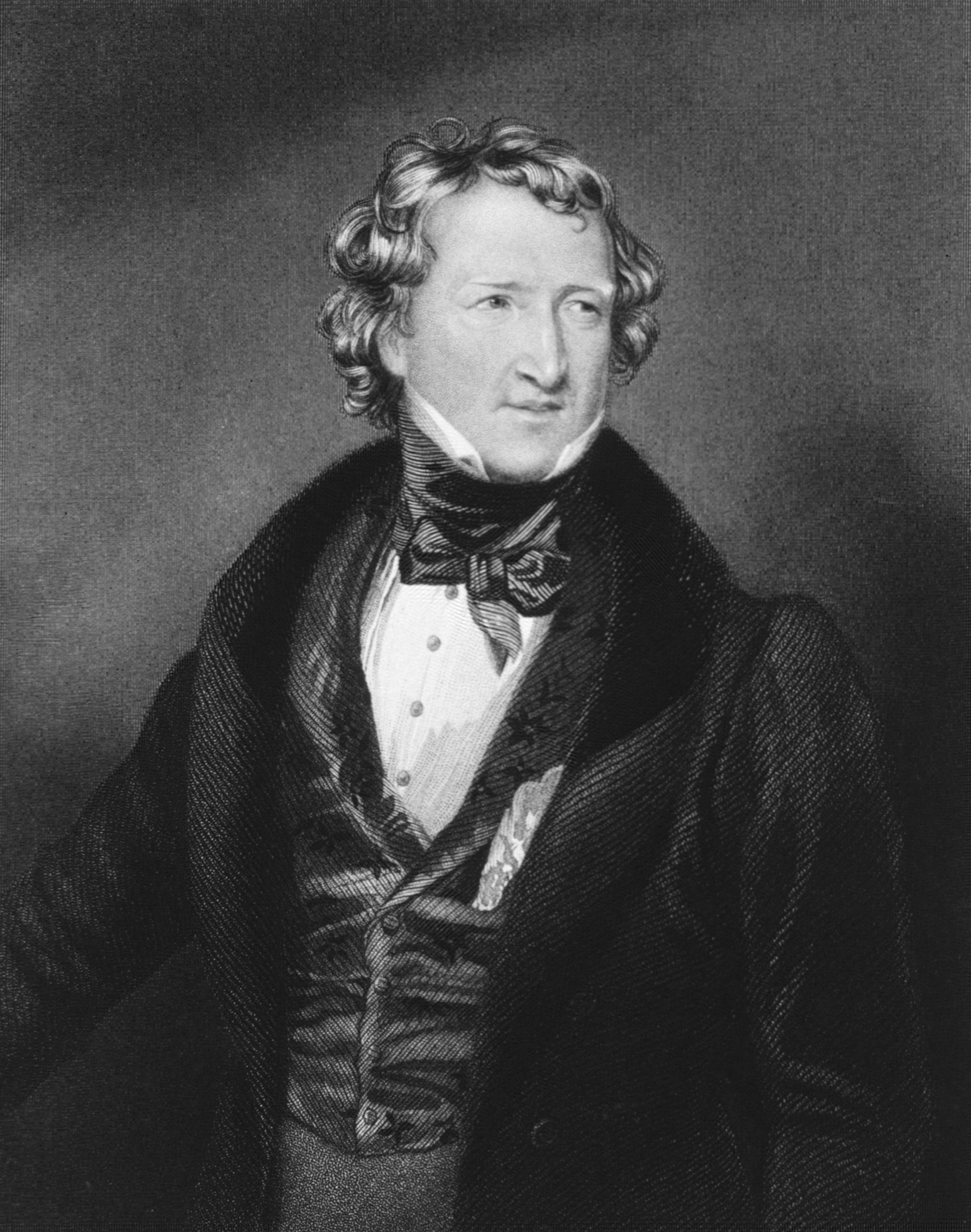
Thomas Wakley, il chirurgo inglese fondatore della rivista

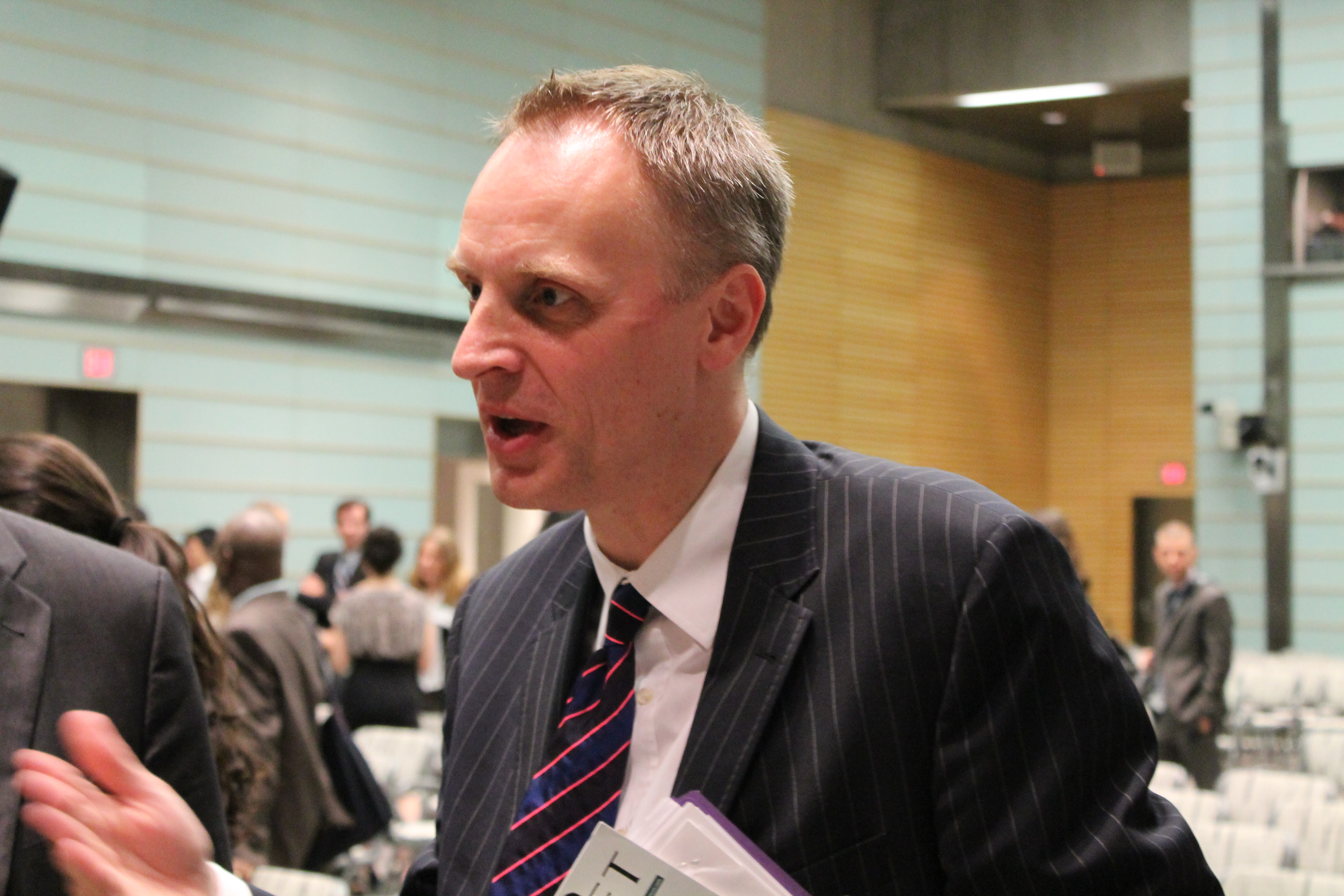
L'attuale Direttore Richard Horton

The Lancet è una rivista scientifica inglese di ambito medico pubblicata settimanalmente dal Lancet Publishing Group, edita da Elsevier. È stata fondata nel 1823 da Thomas Wakley. L'attuale direttore è Richard Horton.
Il suo nome fa riferimento allo strumento chirurgico (in inglese the lancet è il bisturi). Il significato è anche metaforico, suggestivo dell'analisi scientifica in medicina.
Oltre a The Lancet, esistono diverse ulteriori edizioni specialistiche della rivista: The Lancet Neurology (neurologia), The Lancet Oncology (oncologia) e The Lancet Infectious Diseases (malattie infettive).
The Lancet è considerata tra le prime cinque riviste mediche internazionali, insieme a New England Journal of Medicine, Journal of the American Medical Association, British Medical Journal e Canadian Medical Association Journal.

## Storia della rivista
The Lancet è una famosa rivista medica che venne ideata da Thomas Wakley più di due secoli fa. La prima pubblicazione, infatti, risale al 5 ottobre 1823. Il suo ideatore aveva intenzione di utilizzare la rivista a scopo informativo, trattando di argomenti relativi all'ambito medico e non solo: durante i primi anni di vita di The Lancet gli argomenti trattati riguardavano anche biografie e recensioni editoriali. Successivamente, però, Wakley decise di concentrarsi principalmente sulle pratiche e le politiche mediche.

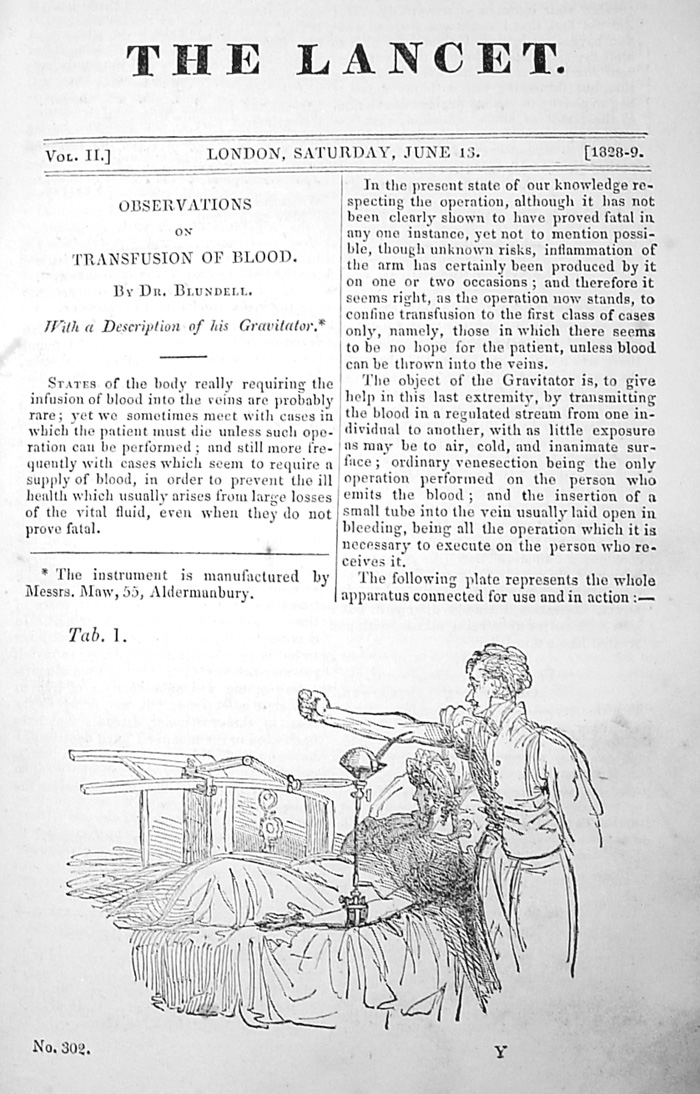
The Lancet: il numero del 13 giugno 1829. L'autore dell'articolo sulla trasfusione di sangue è James Blundell.
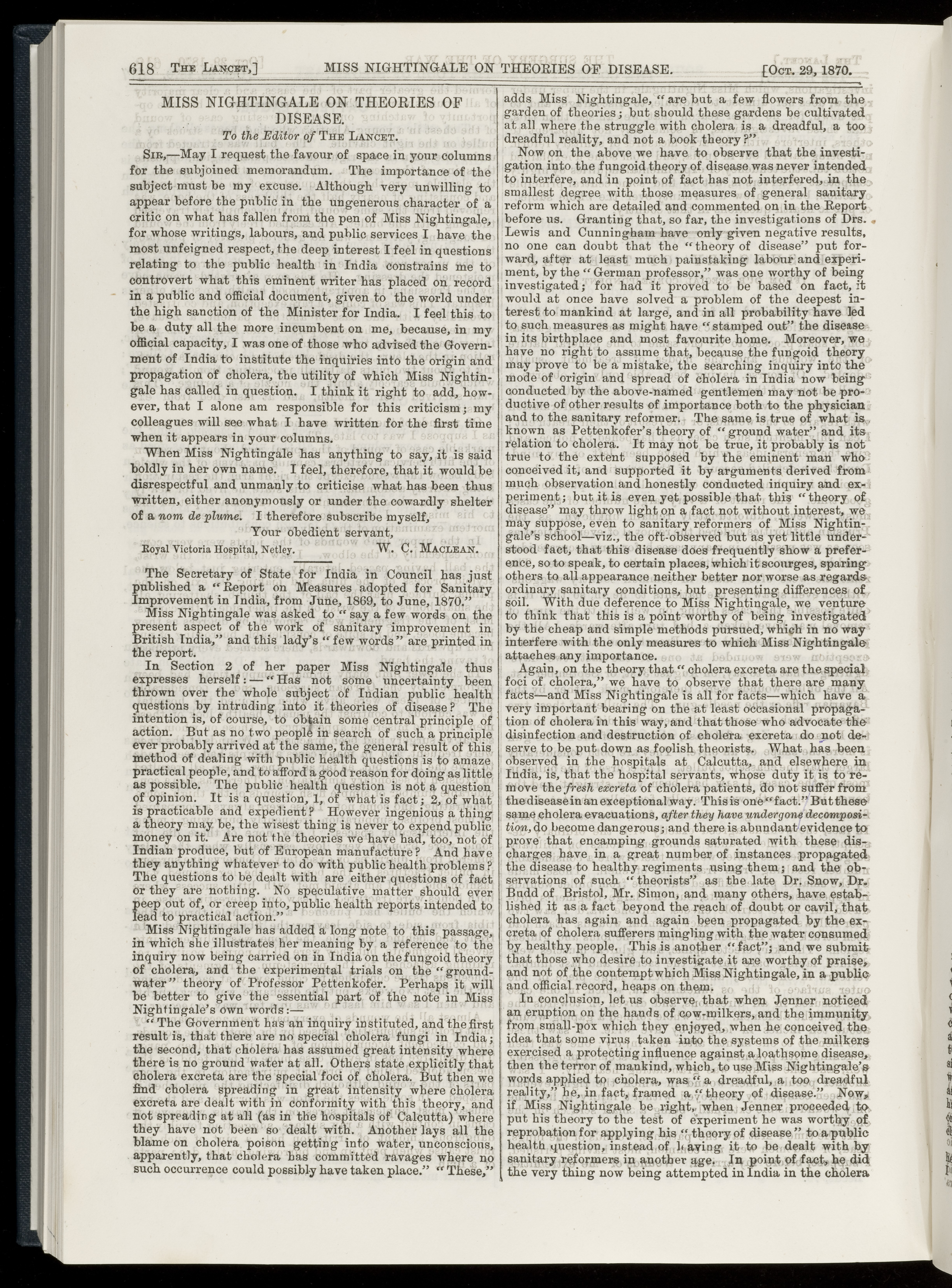
The Lancet, giugno-dicembre 1870: articolo di Miss Florence Nightingale su Theories of Disease.
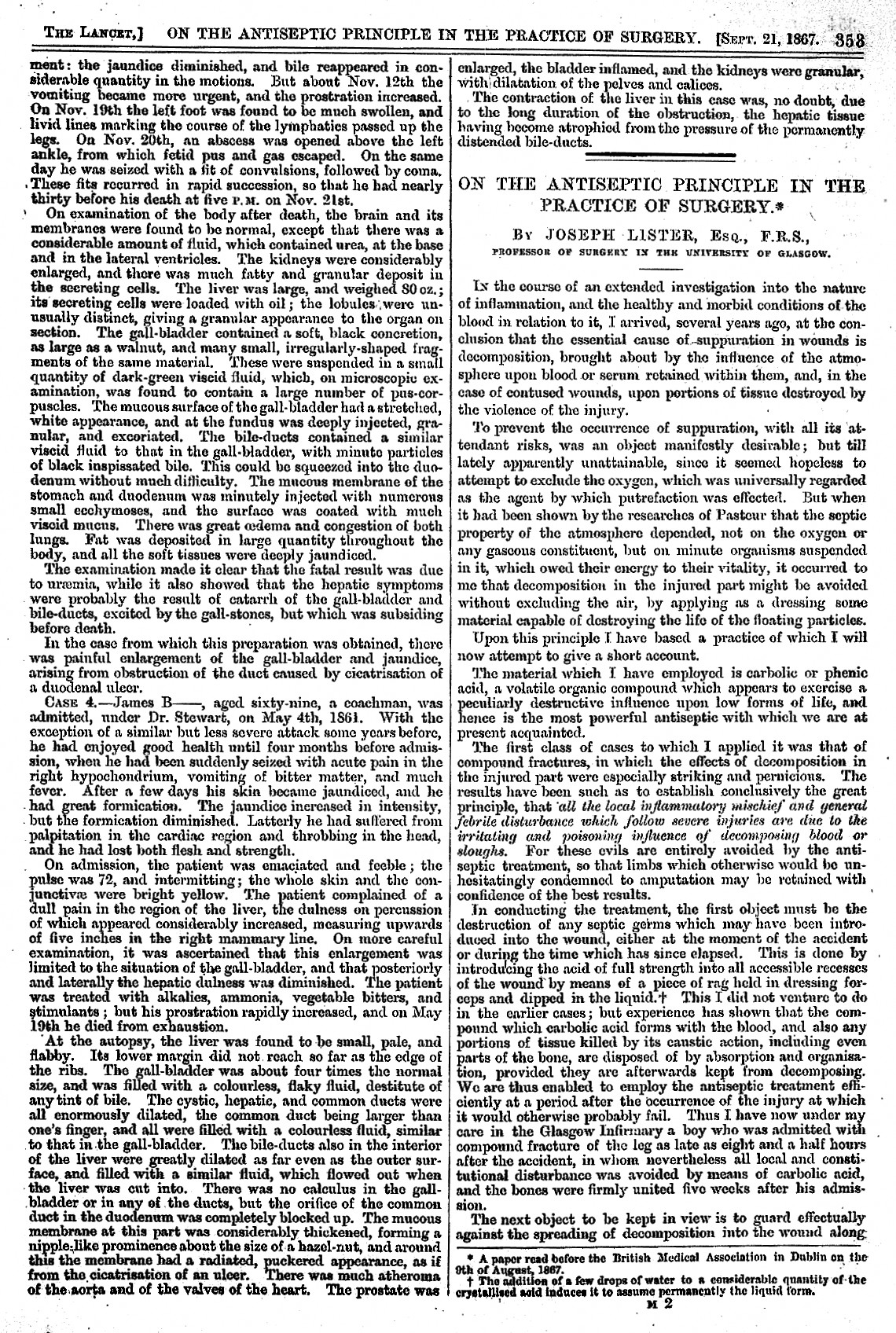
Articolo di Joseph Lister del settembre 1867 On the antiseptic principle.
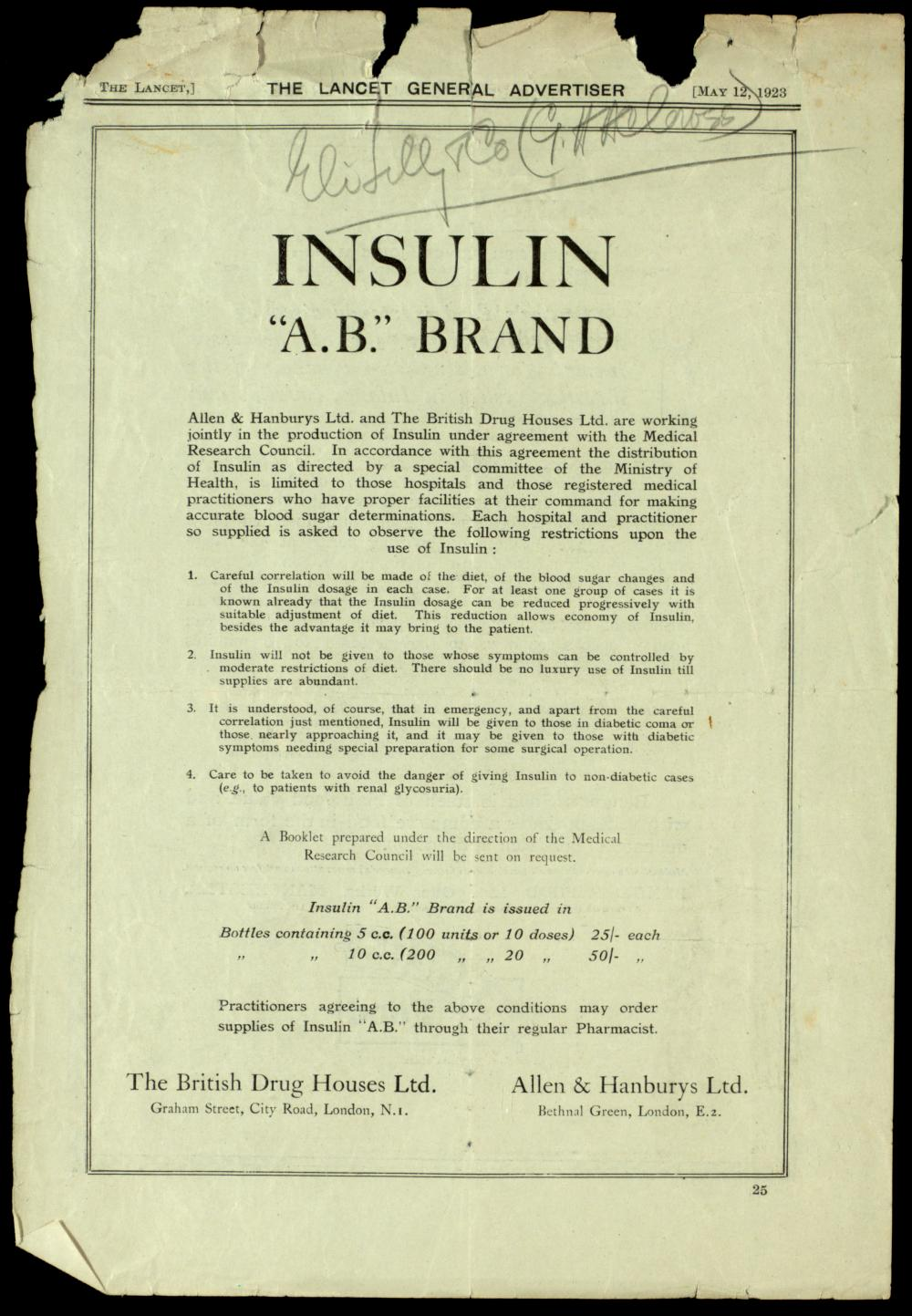
Pubblicità sul numero del 12 maggio 1923 per l'insulina A.B. Brand.

Wakley iniziò diffondere i primi numeri di The Lancet in modo anonimo, in quanto pubblicava le lezioni di chirurgia di Sir Astley Cooper senza autorizzazione. In questo progetto Wakley non era solo, ma aveva al suo fianco importanti collaboratori: William Lawrence, William Cobbett e James Wardrop. Dopo l'iniziale successo della rivista, le voci relative ai fondatori cominciarono a girare. Così Sir Astley Cooper decise di andare a trovare Wakley, sorprendendolo proprio mentre editava una delle sue lezioni. I due si misero a ridere a causa della situazione imbarazzante e stabilirono alcuni accordi per le pubblicazioni successive. 
A seguito di questa vicenda The Lancet continuò la sua ascesa al successo e dopo soli due anni dalla prima pubblicazione, alla fine del 1825, la rivista stampava più di 4000 copie per ogni numero. Essa si stava pian piano guadagnando un ruolo di primo piano nell'ambiente sanitario e i suoi obiettivi cominciavano a delinearsi con sempre maggior chiarezza. Lo scopo primario di The Lancet era senza dubbio quello di tenere aggiornati i suoi lettori a proposito di tutto quello che riguardava i progressi del mondo della medicina, ma non solo. Wakley si servì spesso del suo settimanale come mezzo di denuncia nei confronti di tutti quegli atteggiamenti e di tutti quei fatti riguardanti la politica ospedaliera e universitaria che lui riteneva ingiusti e antidemocratici: come, ad esempio, il sistema educativo di tipo elitario che impediva ai giovani che non provenivano da una famiglia benestante di studiare medicina a causa delle tasse universitarie troppo elevate; oppure le posizioni rigide e inflessibili che i pilastri della medicina dell'epoca assumevano nei confronti delle idee innovative che proponevano un nuovo assetto delle varie istituzioni. 
L'atteggiamento da riformatore di Wakley non si spense mai, ma raramente egli riuscì ad uscire vincitore dalle battaglie che intraprendeva poiché i suoi diretti oppositori in questo campo erano i membri del prestigioso Royal College of Surgeons che godevano dell'appoggio dello Stato sia dal punto di vista giuridico che da quello finanziario, oltre ad avere una forte tradizione alle spalle.
The Lancet però non era destinato a morire ed infatti dopo la morte di Wakley la direzione della rivista venne ereditata dai figli James Goodchild Wakley e Thomas Henry Wakley. Il successo di The Lancet continua ancora oggi, tanto che viene annoverato tra le cinque riviste di maggior impatto nel mondo in ambito medico. Nel 2014 Journal Citation Reports lo classifica al secondo posto tra le riviste di medicina subito dopo The New England Journal of Medicine.